# Municipio de Lake Pleasant
El municipio de Lake Pleasant (en inglés: Lake Pleasant Township) es un municipio ubicado en el condado de Red Lake en el estado estadounidense de Minnesota. En el año 2010 tenía una población de 103 habitantes y una densidad poblacional de 1,11 personas por km².

## Geografía
El municipio de Lake Pleasant se encuentra ubicado en las coordenadas 47°48′13″N 96°17′17″O / 47.80361, -96.28806. Según la Oficina del Censo de los Estados Unidos, el municipio tiene una superficie total de 93.17 km², de la cual 93,17 km² corresponden a tierra firme y (0 %) 0 km² es agua.

## Demografía
Según el censo de 2010, había 103 personas residiendo en el municipio de Lake Pleasant. La densidad de población era de 1,11 hab./km². De los 103 habitantes, el municipio de Lake Pleasant estaba compuesto por el 100 % blancos. Del total de la población el 0,97 % eran hispanos o latinos de cualquier raza.